# Sunghoo Park
Sunghoo Park (coréen : 박성후 , japonais : 朴性厚 ou パク・ソンフ) est un animateur  et réalisateur d'anime sud-coréen basé au Japon.
Il est principalement connu pour avoir réalisé la série animée The God of High School et la première saison de l'anime Jujutsu Kaisen, et dirige aujourd'hui son propre studio d'animation au Japon qu'il a créé en 2021, E&H Production (en).

## Biographie

### Débuts dans l'animation
Park a décidé d'entrer dans l'industrie de l'animation japonais après avoir vu le film Macross : Do You Remember Love? et la série animée associée étant enfant. Il suit un cursus artistique au collège et au lycée puis étudie l'animation dans une université sud-coréenne, avant de déménager au Japon pour étudier au Chiyoda Institute of Technology and Art (ja), à Tokyo ,.
En 2004, il rejoint le Studio Comet, où il débute dans le milieu en travaillant sur des séries animées comme Onegai My Melody (en).

### Reconnaissance chez MAPPA
Fan de Cowboy Bebop et Neon Genesis Evangelion plus jeune et plutôt attiré par les séries d'action et d'aventures, il entre au studio MAPPA en 2012 attiré par des séries comme Rage of Bahamut: Genesis et Terror in Resonance produites au studio. Il y réalise en 2017 sa première série, Garo: Vanishing Line (en).
Il a également travaillé sur le générique d'ouverture de la série Zombieland Saga, et aidé à la réalisation d'épisode sur l'adaptation animée de Banana Fish.
En 2020, il réalise The God of High School, une adaptation japonaise d'un webcomic sud-coréen populaire. Plus tard la même année, il est choisi pour réaliser la première saison de l'adaptation du manga Jujutsu Kaisen, autre série très populaire, qui remportera le prix du meilleur anime aux Crunchyroll Anime Awards où Park lui-même était également nommé pour la meilleure réalisation de série.
En décembre 2021, il réalise également Jujutsu Kaisen 0, film préquelle à la série. En 2022, la seconde partie de la première saison Jujutsu Kaisen a été à nouveau nommée dans la catégorie l'anime de l'année aux Crunchyroll Anime Awards, Park étant lui-aussi nommé à nouveau nommé parmi la sélection des meilleurs réalisateurs. Le film est également nommé au prix de la meilleure création animée au Japan Academy Film Prize 2021.

### E&H Production
En mars 2021, il annonce la création de son propre studio dont il est également le président : E&H Production (en). En 2022, il annonce que son studio produira une série qu'il conçoit depuis plus de 10 ans, avec pour nom temporaire Project BULLET/BULLET et dont la production est toujours en cours.

## Style et influences
Avant sa carrière de réalisateur, Park était déjà un animateur déjà respecté pour ses scènes de combat dynamiques, comparé à Yoshinori Kanada pour son sens du rythme,. Son travail de mise en scène sur Jujutsu Kaisen est particulièrement salué pour ses scènes d'action et sa gestion de l'espace 3D et du cadrage lors de scènes dynamiques.
Dans Jujutsu Kaisen 0, Park admet avoir donné une attention particulière aux pensées qui traversaient l'esprit de chaque personnage pour concevoir leur l'expression faciale de chaque personnage pendant les scènes d'action, plutôt que de réfléchir en premier lieu à la mise en scène des combats. Il se dit également influencé par les films d'arts martiaux chinois et hongkongais pour le film, et explique être plus sensible à la colorimétrie et des éléments comme la couleur du ciel en réalisant pour le cinéma plutôt que pour une série. Pour The God of High School, il aura même recours à la capture de mouvement pour émuler les différentes styles de combat. De manière générale, il se dit notamment inspiré par le cinéma de Jackie Chan (et notamment du Maître chinois) et de Song Kang-ho, ou encore des films The Dark Knight et Mad Max: Fury Road, avec une fascination pour les antihéros.
Son style de réalisation et sa passion pour les scènes d'action très dynamiques ont poussé certains à comparer ses séries à des John Wick de l'animation japonaise, très en phase avec les OVA très violents des années 1990.

## Filmographie
Sauf mention contraire explicite, les informations de cette section sont tirées des cartons de crédits des œuvres mentionnées, ou de bases de données compilant ces mêmes crédits,.

### Séries principales
| Année     | Titre                             | Rôle(s)                                                                                  |
| --------- | --------------------------------- | ---------------------------------------------------------------------------------------- |
| 2005–2006 | Capeta                            | Animation clé                                                                            |
| 2006–2007 | Onegai My Melody (en)             | Animation clé                                                                            |
| 2007      | Saint October                     | Animation clé                                                                            |
| 2008      | Nijū Mensō no Musume (en)         | Animation clé                                                                            |
| 2009–2010 | Fullmetal Alchemist: Brotherhood  | Animation clé                                                                            |
| 2012      | Aikatsu! (en)                     | Direction d'animation                                                                    |
| 2012      | Rinne no Lagrange (en) - saison 2 | Direction d'animation                                                                    |
| 2013      | Symphogear G                      | Animation clé                                                                            |
| 2014      | Space Dandy                       | Animation clé                                                                            |
| 2014      | Terror in Resonance               | Animation clé                                                                            |
| 2014      | Blade & Soul                      | Réalisation et story-board de générique                                                  |
| 2014      | Garo -Honō no kokuin-             | Réalisation et story-board d'épisode, animation-clé                                      |
| 2016      | Yuri on Ice                       | Chef animateur de génériques, animation clé                                              |
| 2017      | Garo -Vanishing LIne-             | Réalisateur, réalisation et story-board d'épisodes, direction d'animation, animation clé |
| 2018      | Space Battleship Tiramisu (en)    | Réalisation et story-board de générique                                                  |
| 2018      | Banana Fish                       | Assistant réalisation d'épisode, animation clé                                           |
| 2018      | Zombie Land Saga                  | Réalisation et story-board de générique, animation clé                                   |
| 2020      | The God of High School            | Réalisateur, réalisation et story-board d'épisodes, direction d'animation, animation clé |
| 2020      | Jujutsu Kaisen                    | Réalisateur, réalisation et story-board d'épisodes, animation clé                        |
| 2024      | Ninja Kamui (en)                  | Réalisateur, réalisation et story-board d'épisodes, direction d'animation, animation clé |
| TBD       | Project BULLET/BULLET             | Créateur original                                                                        |

### Films
| Année     | Titre                  | Rôle(s)                                                           |
| --------- | ---------------------- | ----------------------------------------------------------------- |
| 2010–2011 | Broken Blade           | Direction d'animation animation clé                               |
| 2012      | One Piece : Z          | Animation clé                                                     |
| 2013      | Bayonetta: Bloody Fate | Animation clé                                                     |
| 2016      | Garo -DIVINE FLAME-    | Co-réalisation, story-board, direction d'animation, animation clé |
| 2021      | Jujutsu Kaisen 0       | Réalisateur, story-board, animation clé                           |

### Autres
| Année | Titre                                       | Type | Rôle(s)                                                                    |
| ----- | ------------------------------------------- | ---- | -------------------------------------------------------------------------- |
| 2016  | Pokémon Générations                         | ONA  | Réalisation et story-board d'épisode, direction d'animation                |
| 2024  | Monsters: 103 Mercies Dragon Damnation (en) | ONA  | Réalisateur, scénariste, story-board, direction d'animation, animation clé |